# 11 شوال
- السبت
- الأحد
- الاثنين
- الثلاثاء
- الأربعاء
- الخميس
- الجمعة

- 2929 مارس 2025
- 130 مارس 2025
- 231 مارس 2025
- 31 أبريل 2025
- 42 أبريل 2025
- 53 أبريل 2025
- 64 أبريل 2025
- 75 أبريل 2025
- 86 أبريل 2025
- 97 أبريل 2025
- 108 أبريل 2025
- 119 أبريل 2025
- 1210 أبريل 2025
- 1311 أبريل 2025
- 1412 أبريل 2025
- 1513 أبريل 2025
- 1614 أبريل 2025
- 1715 أبريل 2025
- 1816 أبريل 2025
- 1917 أبريل 2025
- 2018 أبريل 2025
- 2119 أبريل 2025
- 2220 أبريل 2025
- 2321 أبريل 2025
- 2422 أبريل 2025
- 2523 أبريل 2025
- 2624 أبريل 2025
- 2725 أبريل 2025
- 2826 أبريل 2025
- 2927 أبريل 2025
- 3028 أبريل 2025
- 129 أبريل 2025
- 230 أبريل 2025
- 31 مايو 2025
- 42 مايو 2025

11 شوَّال أو 11 شوَّال المُکَرَّم أو 11 شوَّال المكرَّمة أو يوم 11 \ 10 (اليوم الحادي عشر من الشهر العاشر) هو اليوم السابع والسبعون بعد المائتين (277) من أيَّام السنة (أو الثامن والسبعون بعد المائتين لو كان شهر شعبان مُتممًا لليوم الثلاثين أو التاسع والسبعون بعد المائتين لو أتم كلًا من صفر وربيع الآخر وجمادى الآخرة وشعبان ثلاثين يومًا) وفق التقويم الهجري القمري (العربي). يبقى بعده 77 أو 78 يومًا لانتهاء السنة.

## أحداث
- 1329 هـ - احتلال الإيطاليين إيالة طرابلس الغرب، بعد أن توجَّه الأسطول الإيطالي إلى الشواطئ الليبية أمام طرابلس، وحاصرها ثلاثة أيام، وقصفها بكل عنف، حتى سقطت في أيدي قوات الاحتلال، ثم بدأت بعد ذلك حركة الجهاد ضد هذا الغزو.
- 1333 هـ - المملكة الإيطالية تعلن الحرب على الدولة العثمانية في الحرب العالمية الأولى.
- 1341 هـ - المملكة المتحدة تقرر أن يكون شرق الأردن دولة متمتعة بالحكم الذاتي يحكمها الأمير عبد الله بن الشريف حسين بن علي تحت اسم إمارة شرق الأردن.
- 1348 هـ - الزعيم الهندي مهاتما غاندي يبدأ حملة عصيان ضد الاحتلال البريطاني في الهند.
- 1374 هـ - استقلال تونس.
- 1394 هـ - مؤتمر القمة العربية السابع المنعقد في الرباط العاصمة المغربية يتبنى قرارًا يعترف فيه بحق الشعب الفلسطيني في إقامة دولته، وأن منظمة التحرير الفلسطينية هي الممثل الشرعي الوحيد للشعب الفلسطيني على الأراضي الفلسطينية المحررة.
- 1409 هـ - اغتيال مفتي الجمهورية اللبنانية الشيخ حسن خالد وذلك بتفجير سيارته.
- 1416 هـ - التوقيع في بكين بالأحرف الأولى على اتفاقية تشجيع وحماية الاستثمار بين المملكة العربية السعودية وجمهورية الصين الشعبية وذلك في اطار الاجتماع الأول للجنة السعودية الصينية المشتركة.
- 1434 هـ - اقتحام قوات الشرطة المصرية لمسجد الفتح بعد حصاره، وإلقاء القبض على المتظاهرين الذين كانوا بداخله فيما عُرِف بأحداث رمسيس الثانية.
- 1445 هـ - ضربة إسرائيلية تستهدف مواقع في مدينة أصفهان الإيرانية، كما تعرضت مواقع في العراق وسوريا لهجوم إسرائيلي كذلك، وذلك ردًّا على الضربات الإيرانية على إسرائيل.

## مواليد
- 1305 هـ - محمد عزة دروزة، مفكر وكاتب قومي عربي.
- 1349 هـ - عياض الدين أحمد، رئيس بنغلاديش.
- 1387 هـ - رانيا برغوث، إعلامية لبنانية.
- 1394 هـ - أيمن حلاوة، مجاهد فلسطيني، قائد كتائب القسام في نابلس، ومهندسها الثالث.
- 1397 هـ - بدور عبد الله، ممثلة سعودية.
- 1398 هـ - مشعل الجاسر، ممثل كويتي.
- 1403 هـ - محمد سعدون الكواري، إعلامي رياضي قطري.

## وفيات
- 488 هـ - المعتمد بن عباد، ثالث وآخر ملوك بني عبَّاد في الأندلس.
- 569 هـ - نور الدين زنكي، أمير دمشق وقائد مسلم حارب الصليبيين.
- 1104 هـ - عبد الله بن حسين السويدي، لغوي وكاتب عراقي.
- 1260 هـ - حسن بن دلدار علي الهندي، رجل دين وفقيه شيعي هندي.
- 1328 هـ - علي محمود الأمين، فقيه وأديب شيعي.
- 1385 هـ - بديع خيري، كاتب مسرحي مصري.
- 1393 هـ - حسن الهضيبي، المرشد العام الثاني لجماعة الإخوان المسلمين.
- 1409 هـ - حسن خالد، مفتي الجمهورية اللبنانية.
- 1416 هـ - فؤاد دوارة، ناقد مسرحي مصري.
- 1419 هـ - رويشد، ممثل وكوميدي جزائري.
- 1432 هـ - خيري شلبي، كاتب وروائي مصري.
- 1436 هـ - أبو بكر زين العابدين عبد الكلام، رئيس الهند الأسبق.

## وصلات خارجية
- موقع قصة الإسلام: حدث في شهر شوَّال.